# Unión Chocó
Unión Chocó – miejscowość oraz corregimiento w Panamie, stolica comarki Emberá-Wounaan oraz stanowiącego jej część dystryktu Cémaco. Populacja wynosi 679 osób (2010).